# Mario Zimmermann
Mario Zimmermann (* 26. April 2001 in Altötting) ist ein deutscher Eishockeyspieler, der seit Mai 2021 bei den Straubing Tigers aus der Deutschen Eishockey Liga (DEL) unter Vertrag steht und dort auf der Position des Verteidigers spielt. Zuvor war Zimmermann unter anderem für den EV Landshut in der DEL2 aktiv.

## Karriere

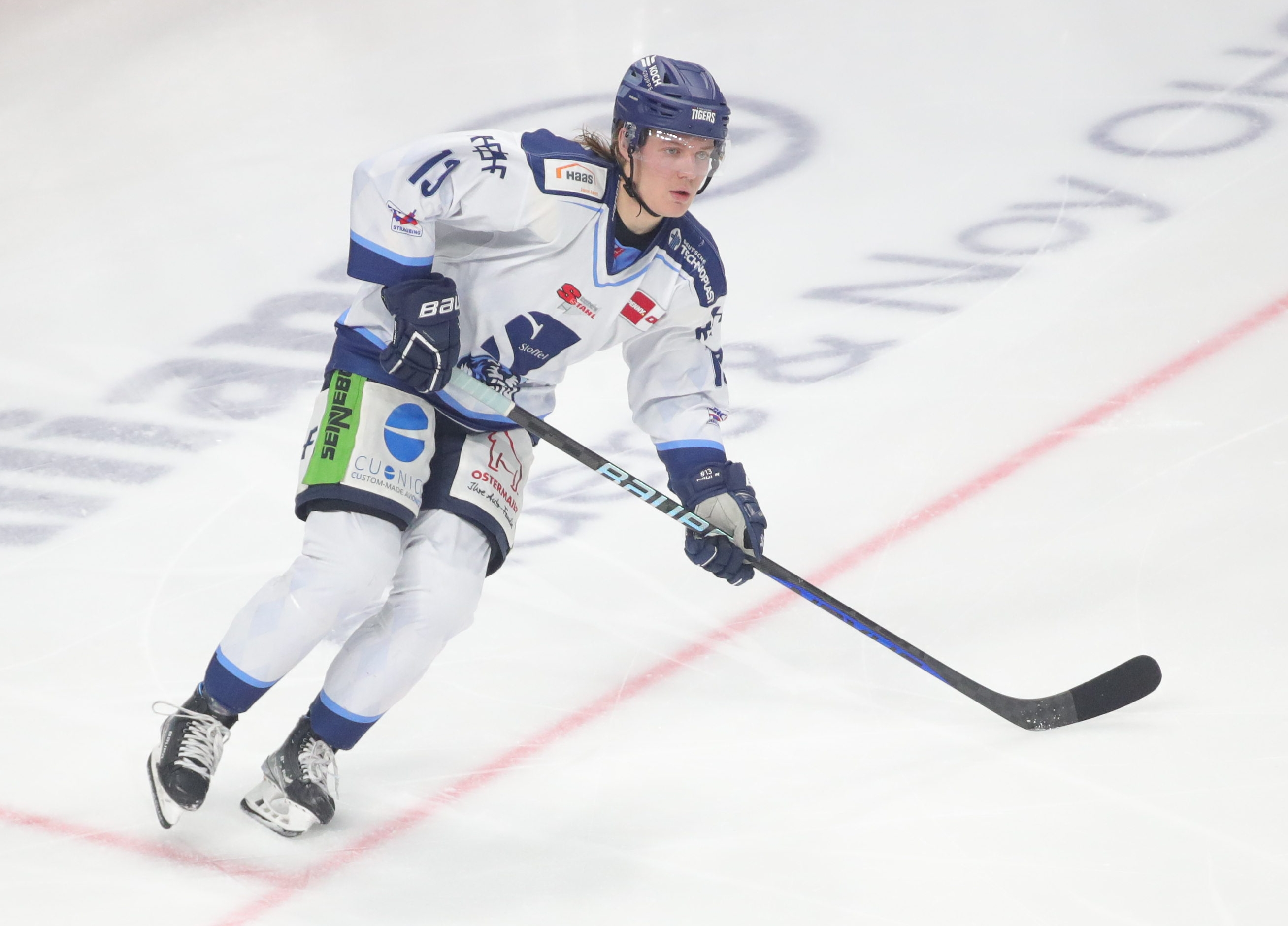
Zimmermann im Trikot der Straubing Tigers (2022)

Zimmermann spielte ab dem Sommer 2014 für die Junioren der Starbulls Rosenheim, wo er ab der Saison 2015/16 regelmäßig in der U16-Mannschaft in der Schüler-Bundesliga zu Einsätzen kam und bereits mit 14 Jahren Stammspieler war. Nachdem der Verteidiger bereits in der Spielzeit 2016/17 in der U19-Mannschaft debütiert hatte, kam er ab dem folgenden Spieljahr dort zu Einsatzminuten in der Deutschen Nachwuchsliga (DNL). Im September 2018 wechselte der 17-Jährige in den Nachwuchs des EV Landshut. Dort spielte er im Verlauf der Saison 2018/19 ebenfalls in der DNL und debütierte darüber hinaus in der Profimannschaft des EVL, die in der drittklassigen Oberliga beheimatet war. Mit seinen Leistungen etablierte er sich dort schnell und feierte am Saisonende mit den Landshutern den Gewinn der Oberliga-Meisterschaft, der zugleich mit dem Aufstieg in die DEL2 verbunden war.
Ab der Spielzeit 2019/20 lief Zimmermann mit dem EV Landshut in der DEL2 auf und spielte in den folgenden beiden Jahren nur noch sporadisch in der DNL. Über den Zeitraum der zwei Spielzeiten kam er im Trikot des EVL zu 76 DEL2-Spielen, ehe er im Mai 2021 von den Straubing Tigers aus der Deutschen Eishockey Liga (DEL) verpflichtet wurde. Die Tigers statteten das Talent mit einer Förderlizenz aus, sodass er im Verlauf der Spielzeit 2021/22 zugleich für Landshut spielberechtigt war. Neben neun Spielen in der DEL2 etablierte sich der Abwehrspieler schnell im DEL-Kader Straubings und kam inklusive der Playoffs zu 31 Partien. Mit Beginn der Saison 2022/23 war Zimmermann uneingeschränkter Stammspieler bei den Straubingern. 

### International

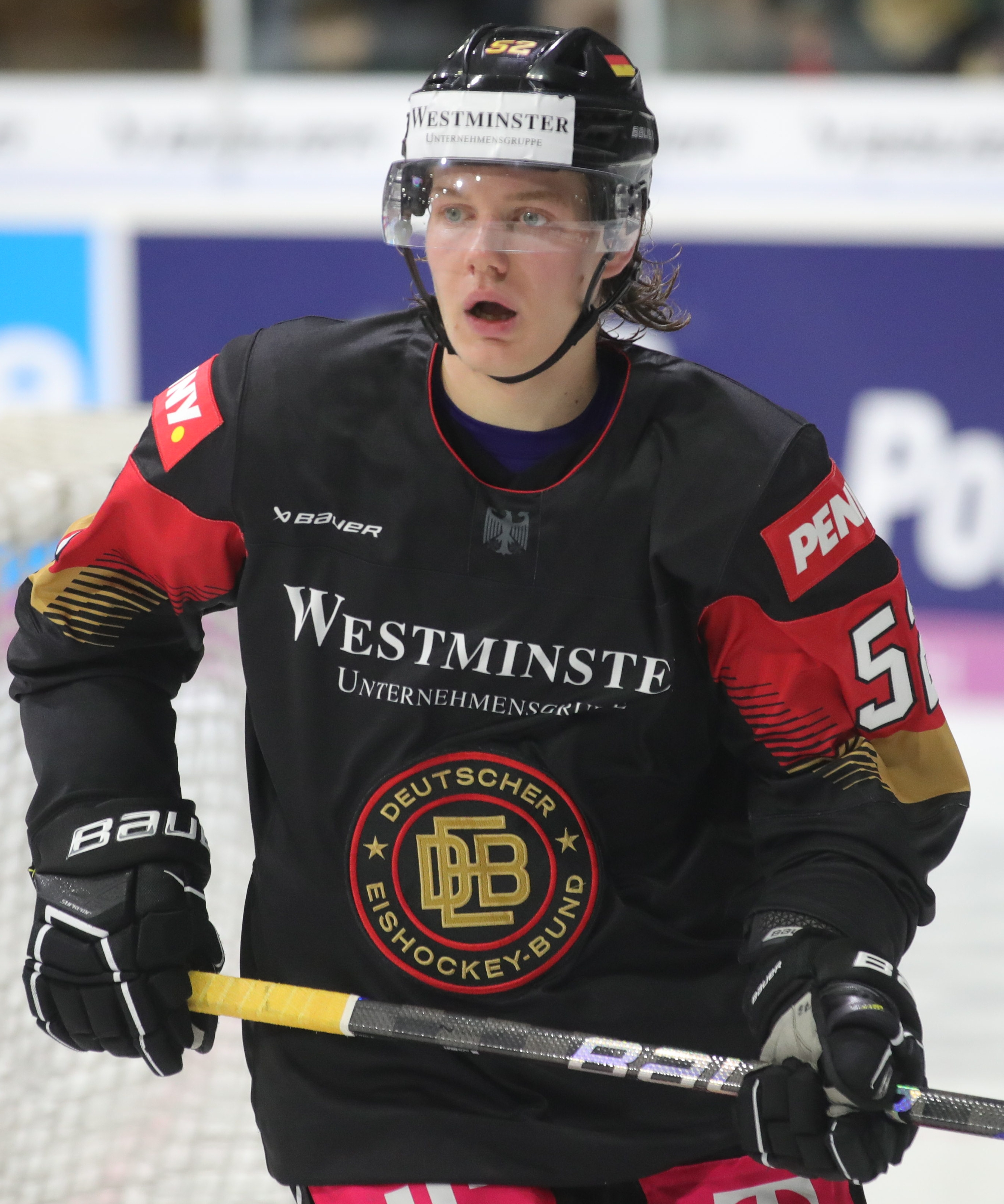
Zimmermann als Spieler der deutschen Nationalmannschaft (2023)

Auf internationaler Ebene kam Zimmermann bereits ab der Spielzeit 2016/17 für die Juniorennationalmannschaften des Deutschen Eishockey-Bundes zu Einsätzen. Es dauerte allerdings bis zur U20-Junioren-Weltmeisterschaft 2021, ehe der Verteidiger sein erstes internationales Turnier absolvierte. Dabei kam er in allen fünf deutschen Turnierspielen zum Einsatz. Sein einziger Scorerpunkt war dabei der Siegtreffer in der Vorrundenpartie gegen die Slowakei. Am Ende des WM-Turniers belegte die deutsche U20-Auswahl den sechsten Platz.
Sein Debüt in der A-Nationalmannschaft gab Zimmermann im April 2022, als er von Bundestrainer Toni Söderholm in den erweiterten Kader für die Weltmeisterschaft 2022 berufen worden war. Letztlich nahm er am Turnier jedoch nicht teil. In der Folge gehörte der Abwehrspieler zu den Aufgeboten beim Deutschland Cup der Jahre 2022 und 2023. Ebenso stand er im Vorbereitungskader für die WM-Turniere in den Jahren 2023 und 2024.

## Erfolge und Auszeichnungen
- 2019 Oberliga-Meister und Aufstieg in die DEL2 mit dem EV Landshut

## Karrierestatistik
Stand: Ende der Saison 2024/25

### International
Vertrat Deutschland bei:
- U20-Junioren-Weltmeisterschaft 2021

(Legende zur Spielerstatistik: Sp oder GP = absolvierte Spiele; T oder G = erzielte Tore; V oder A = erzielte Assists; Pkt oder Pts = erzielte Scorerpunkte; SM oder PIM = erhaltene Strafminuten; +/− = Plus/Minus-Bilanz; PP = erzielte Überzahltore; SH = erzielte Unterzahltore; GW = erzielte Siegtore; 1 Play-downs/Relegation; Kursiv: Statistik nicht vollständig)